# Auto a razzo

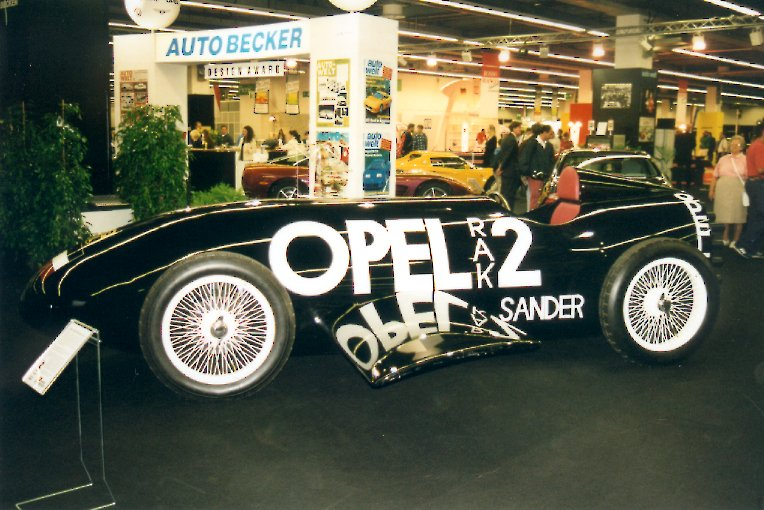
La Opel RAK.2

Un'auto a razzo è un veicolo terrestre mosso da un propulsore a razzo.
Sammy Miller nel 1984 al Santa Pod Raceway ha registrato il più veloce tempo sul quarto di miglio di sempre, 3,58 secondi a 386,26 miglia orarie, utilizzando un'auto con motore alimentato a perossido di idrogeno chiamata Vanishing Point.  Il record è stato testimoniato da 10.000 spettatori e funzionari presenti. Si tratta di un tempo superiore alle prestazioni dei più noti dragster con motore a pistoni.

## Storia
- Max Valier, pioniere austriaco
- Friedrich Sander, pioniere

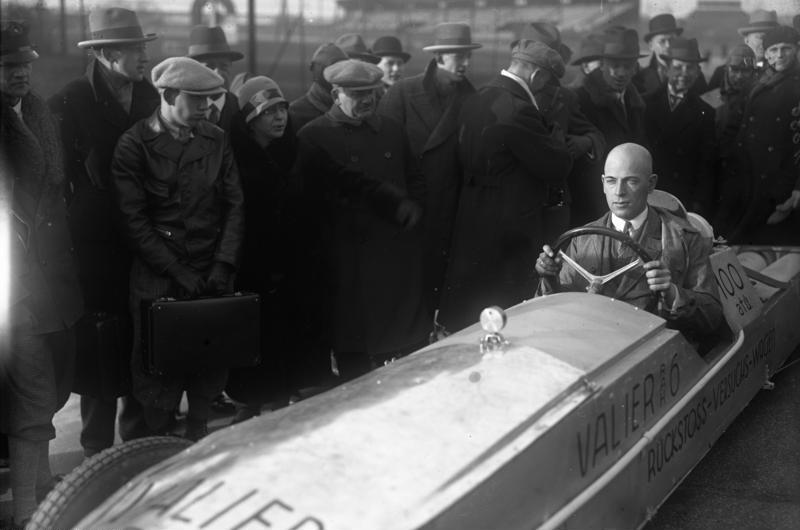
Max Valier al volante di una Opel Rak.6

- Kitty O'Neil nel 1977 registrò il record di velocità sul 1/4 di miglio.

## Record di velocità
Le auto a razzo sono capaci di alte velocità, un tempo furono detentrici del record di velocità terrestre, ora detenuto da auto a turbogetto). Le auto a razzo differiscono da quelle a turbogetto in quanto non hanno necessità di prese d'aria per alimentare il motore. Le auto a razzo corrono per brevi tratti, usualmente meno 20 secondi, ma l'accelerazione è tanto alta quanto non elevata è la velocità di punta raggiungibile. Kitty O'Neil nel 1977 registrò il record di velocità sul 1/4 di miglio con 3,22 secondi alla velocità di 396 mph. Usando perossido di idrogeno raggiunse i 412 mph. Un tipo differente di veicolo usa un ibrido ossido di nitro come ossidante come il British Rocket Dragster, 'laffin-gas' 
Negli Stati Uniti d'America tali veicolo sono caduti in disuso per ragioni di sicurezza, mentre in Europa continuano ad esistere.
Dragster a razzo sono usati per competizioni drag racing, e questo tipo di veicolo detiene il record del mondo non ufficiale di velocità sul 1/4 di miglio.

## Auto a razzo note
- Opel RAK.1, la prima auto a razzo
- Valier-Heylandt Rak 7, la prima con propulsione liquida
- Heylandt Rocket Car
- Budweiser Rocket
- Blue Flame